# Microrégion du littoral occidental du Maranhão

Localisation de la microrégion du littoral occidental du Maranhão

La microrégion du littoral occidental du Maranhão est l'une des six microrégions qui subdivisent le nord de l'État du Maranhão au Brésil.
Elle comporte 13 municipalités qui regroupaient 183 340 habitants en 2006 pour une superficie totale de 9 558 km2.

## Municipalités[1]
- Alcântara
- Apicum-Açu
- Bacuri
- Bacurituba
- Bequimão
- Cajapió
- Cedral
- Central do Maranhão
- Cururupu
- Guimarães
- Mirinzal
- Porto Rico do Maranhão
- Serrano do Maranhão